# New Haven (hrabstwo Huron)
New Haven – jednostka osadnicza w Stanach Zjednoczonych, w stanie Ohio, w hrabstwie Huron.